# Pegomya argyrocephala
Pegomya argyrocephala är en tvåvingeart som först beskrevs av Johann Wilhelm Meigen 1826.  Pegomya argyrocephala ingår i släktet Pegomya och familjen blomsterflugor. Inga underarter finns listade i Catalogue of Life.